# Luka Žorić
Luka Žorić (nacido el 5 de noviembre de 1984 en Zadar) es un jugador de baloncesto croata que pertenece a la plantilla del KK Zadar. Con 2,10 metros de estatura, juega en la posición de pívot.

## Trayectoria deportiva

### Profesional
Comienza su andadura en las categorías inferiores del Pudmika Zadar, jugando sus primeros minutos como profesional en 2001, disputando partidos de la Liga del Adriático con la Cibona Zagreb. Tras pasar por varios equipos croatas, ficha por el Phantoms Braunschweig de la liga alemana, pero solo llega a disputar un partido, regresando a su país.
En 2005 ficha por el Union Olimpija de la liga eslovena, donde es alineado en dos partidos de la liga adriática, sin sumar ni un solo punto. Sin embargo, en la competición doméstica acaba logrando la Supercopa.
Regresa a su país en 2006, jugando en el KK Šibenik , de nuevo en la Cibona Zagreb, para fichar en 2008 por el KK Zagreb, donde despunta como jugador, llegando a lo más alto en 2011, cuando acaba en segunda posición de los anotadores de la Liga del Adriático, con 19,4 puntos por partido y el primero en rebotes, con 8,2, siendo elegido MVP del campeonato.
En junio de 2011 firma por tres temporadas con el Unicaja Málaga.
En junio de 2013 es traspasado al Fenerbahçe Ülkerspor por 900.000 euros.

### Internacional
Es internacional con la selección de Croacia desde 2009, cuando participó con el equipo "B" en los Juegos del Mediterráneo logrando la medalla de oro. Posteriormente ha disputado con la selección absoluta el Campeonato Mundial de Baloncesto de 2010 y el Eurobasket 2011.